# Ричардсон (хребет)
Хребет Ричардсон (англ.  Richardson Mountains ) — горный хребет на территории Юкон на северо-западе Канады к западу от устья реки Маккензи.

## География
Хребет Ричардсон протянулся вдоль самой северной части границы между  Северо-Западными территориями и территорией Юкон. Является частью Хребта Брукса, большая часть которого находится на территории Аляски. Наивысшей точкой хребта является гора Хейр высотой 1241 метра.
Трасса Демпстер, соединяющая города Инувик (Северо-Западные территории) и Доусон (Юкон) пересекает хребет с севера на юг.
В 1825 году Джон Франклин назвал хребет в честь известного хирурга, натуралиста и полярного исследователя Джона Ричардсона,  участника двух его арктических экспедиций.

## Фауна
Невысокие отроги Хребта Ричардсона являются средой обитания многих диких животных, в том числе таких крупных как :
- Северные олени (карибу)
- Медведи гризли
- Арктические волки
- Тонкорогие бараны
- Овцебыки
- Американские лоси

Одно из наибольших стад карибу, 130-тысячное стадо карибу Поркьюпайна, мигрирует в северо-восточную часть хребта  Ричардсона в начале июля. Горную область населяет свыше 1700 овец Далля, а американские лоси обитают на нижних склонах хребта.